# ایساکچه
شهر ایساکچه (به رومانیایی: Isaccea) در شهرستان تولچه در کشور رومانی واقع شده‌است. جمعیت این شهر ۵٬۳۷۴ نفر  است.